# エディトリアルデザイナー
エディトリアルデザイナー（英語: editorial designer）とは、書籍や雑誌、カタログなども含む本をデザイン的に美しくかつ読みやすいように編集するエディトリアルデザインを職業とする者。グラフィックデザイナーを兼ねることも多く、その境界は曖昧である。
装幀（装丁、ブックデザイン）は主に本の外観をデザインするのに対し、エディトリアルデザインは本の内容を読みやすく機能的にデザインする。

## 主要なエディトリアルデザイナー

### 日本
- 榎本了壱
- 岡本一宣
- 祖父江慎
- 杉浦康平
- 戸田ツトム
- 永田千秋（詠田千秋）
- 原弘 - タイポグラファ
- 羽良多平吉
- 藤本やすし
- 堀内誠一
- 矢萩喜從郎